# José Ortega Torres
José Ortega Torres (Granada, 1943) is een Spaans dichter.
Hij studeerde filologie van de Romaanse talen aan de Universiteit van Granada tussen 1966 en 1969, en behaalde de doctorandustitel in 1971 met het werk Aproximación a la poesía de Rafael Guillén (Toenadering naar de poëzie van Rafael Guillén), onder leiding van docent Emilio Orozco Díaz. Hij promoveerde in de in 1971 Spaanse filologie op het proefschrift La poesía de Rafael Guillén: lengua, temas y estilo (De poëzie van Rafael Guillén: taal, onderwerpen en stijl).
In 1975 stichtte hij samen met dichters José Lupiáñez en José Gutiérrez het literaire collectief Silene. Tegenwoordig (2007) is hij docent van Spaanse literatuur aan de Universiteit van Granada.
Hij schrijft onder het anagram Narzeo Antino.

## Citaten
Aynadamar el recinto

del amor. Y tu presencia

claro fulgor: inminencia

alza el afán nunca extinto.

Conjunto de laberinto

entreteje la colina

(sabio secreto de mina

tanta riqueza procura).

Huésped tú de la hermosura

donde la ofrenda culmina.
'Diamante', Granada, 1978, p. 34.
| La arquitectura del amor           | Amor exaltación y arquitectura     |
| exalta júbilo en asedio:           | asedio de corceles surtidores      |
| por la celosía del alba            | combate desvelando en los fulgores |
| se impacientaban los luceros.      | las columnas del alba y su tersura |
| Entre los rumores del bosque       | Espejo sin sosiego en que perdura  |
| -vigilante el desasosiego-         | el bosque de los ávidos rumores    |
| la madrugada rinde espigas         | apogeo de espigas y atanores       |
| ante el azar del desconcierto.     | donde la noche rinde su aventura   |
| Mas no ceda el ánimo al frío       | Amor si tu presencia es desafío    |
| frente a la inmolación del tiempo, | corporal y desnudo pensamiento     |
| no sea que las azucenas            | concédeme el clamor de las almenas |
| se desvanezcan en el tiempo.       | desvanece fugaz las azucenas       |

'Fulgor de la materia', Granada, 2003, p. 50 en 51.